# William L. Rowe
William Leonard Rowe [roʊ] (* 26. Juli 1931; † 22. August 2015) war ein Professor der Philosophie der Purdue University. Rowe spezialisierte sich in der Philosophie auf den Bereich der Religionsphilosophie. Seine Arbeit spielte eine entscheidende Rolle in der „herausragenden Wiederherstellung der analytischen Philosophie der Religionen seit den 1970er“. Rowe wurde für seine Formulierung der Beweisführenden Argumentation über das Böse geehrt.